# Cejkov
Cejkov (bis 1927 slowakisch „Čejkov“ oder „Cékov“; ungarisch Céke) ist eine Gemeinde im Osten der Slowakei mit 1127 Einwohnern (Stand 31. Dezember 2024), die zum Okres Trebišov, einem Kreis des Košický kraj sowie zur traditionellen Landschaft Zemplín gehört.

## Geographie
Die Gemeinde befindet sich im Süden des Ostslowakischen Tieflands am deutlichen Übergang in das kleine Gebirge Zemplínske vrchy. Das Ortszentrum liegt auf einer Höhe von 172 m n.m. und ist 20 Kilometer von Trebišov entfernt.
Nachbargemeinden sind Zemplínske Jastrabie im Norden, Brehov im Nordosten, jeweils kurz Oborín und Svätá Mária im Osten, Zemplín und jeweils kurz Ladmovce und Viničky im Süden, Černochov im Südwesten, Malá Tŕňa und Veľká Tŕňa im Westen und Kašov im Nordwesten.

## Geschichte
Cejkov wurde zum ersten Mal 1381 als Cheke schriftlich erwähnt, der Ort entwickelte sich in der Nachbarschaft der seit dem 13. Jahrhundert bestehenden Burg Cejkov, die nach 1407 Zentrum eines Herrschaftsguts war. Die Grundbesitzer wechselten relativ oft: 1507 waren die Familien Soós und Kelecsényi Besitzer. Die Burg wurde 1673 nach einem Kuruzzenaufstand von einem kaiserlichen Heer geschleift. 1828 zählte man 22 Häuser und 179 Einwohner, die in der Forstwirtschaft, Weinbau und als Köhler beschäftigt waren. Viele Einwohner nahmen am Ostslowakischen Bauernaufstand teil.
Bis 1918 gehörte der im Komitat Semplin liegende Ort zum Königreich Ungarn und kam danach zur Tschechoslowakei beziehungsweise heute Slowakei. Auf Grund des Ersten Wiener Schiedsspruchs lag er von 1938 bis 1944 noch einmal in Ungarn.

## Bevölkerung
| Jahr                | 1994 | 2004    | 2014    | 2024    |
| ------------------- | ---- | ------- | ------- | ------- |
| Anzahl der Personen | 1217 | 1206    | 1157    | 1127    |
| Unterschied         |      | −0,90 % | −4,06 % | −2,59 % |

| Jahr                | 2023 | 2024    |
| ------------------- | ---- | ------- |
| Anzahl der Personen | 1138 | 1127    |
| Unterschied         |      | −0,96 % |

Nach der Volkszählung 2011 wohnten in Cejkov 1200 Einwohner, davon 1115 Slowaken, neun Magyaren, fünf Tschechen, vier Roma und ein Deutscher. 66 Einwohner machten diesbezüglich keine Angabe. 793 Einwohner bekannten sich zur römisch-katholischen Kirche, 199 Einwohner zur griechisch-katholischen Kirche, 60 Einwohner zur orthodoxen Kirche, 19 Einwohner zur reformierten Kirche, vier Einwohner zur evangelischen Kirche A. B., zwei Einwohner zur apostolischen Kirche und ein Einwohner zu den Zeugen Jehovas; ein Einwohner bekannte sich zu einer anderen Konfession. 26 Einwohner waren konfessionslos und bei 95 Einwohnern wurde die Konfession nicht ermittelt.

## Sehenswürdigkeiten
- griechisch-katholische Kirche im klassizistischen Stil aus dem Jahr 1805.